# Дуброво (Щолковський міський округ)
Ду́брово (рос. Дуброво) — присілок у складі Щолковського міського округу Московської області, Росія.

## Населення
Населення — 37 осіб (2010; 35 у 2002).
Національний склад (станом на 2002 рік):
- росіяни — 100 %